# Línea R2 (Roldán)
La línea R2 es una línea urbana de pasajeros de la ciudad de Roldán (Santa Fe), operada por el estado municipal. Conecta las urbanizaciones más alejadas con el centro, las líneas interurbanas y la estación de Ferrocarril. Fue inaugurada en 2017.

## Recorrido
Servicio diurno y nocturno.